# Glissandi (composición)
Glissandi es una composición musical electrónica de György Ligeti, creada en 1957. La pieza fue grabada enteramente en cinta, y realizada en el Studio für Elektronische Musik de la WDR, en Colonia, Alemania.La obra fue editada por Schott Music.

## Historia
György Ligeti sale de Hungría en 1956, debido a la revolución. Llega a Colonia, Alemania, 1957, donde comienza a trabajar en el estudio de la Westdeutscher Rundfunk. Ahí conoce a Gottfried Michael Koenig, Karlheinz Stockhausen y Mauricio Kagel.
Glissandi fue compuesta en 1957 y es la primera obra musical electrónica de Ligeti; por tanto es previa a Artikulation, la cual fue realizada un año después. Es una pieza que se sale de las características de otras obras de Ligeti del mismo periodo. Además, la pieza difiere de otras del estudio WDR, que estaba en ese momento dominado por el serialismo post-weberiano.
Ligeti estaba inmerso en la realización de obras electrónicas en esos años, e incluso realizó otra pieza más, ahora conocida como Pièce électronique no. 3, pero que primero fue nombrada Atmosphères, que en realidad es la segunda pieza electrónica que realizó. En este momento Ligeti se encontraba en plena evolución de su composición, tras el shock que le causó la diferencia que había entre el mundo musical húngaro y el alemán.

## Análisis de la obra
Para 2006, Levy señalaba que sólo había un estudio serio sobre Glissandi, escrito por Roberto Doati, y publicado por la revista Interface.
La pieza tiene una duración de 7 minutos con 32 segundos, y no hay una partitura de la pieza. En cambio, se tiene un documento de siete páginas con notas manuscritas del propio compositor, sobre la realización de la obra.
Doati señala que el "glissando es un material particular de la música electrónica", y que aunque hay instrumentos de cuerda, o la voz humana, que lo pueden interpretar adecuadamente, la música electrónica ofreció recursos interesantes para los compositores, como lo hizo Edgar Varèse al introducir sirenas como recurso sonoro electrónico; o como el caso de Olivier Messiaen con las Ondas Martenot, o la utilización del theremín por parte de otros compositores.
Ligeti se interesa, además, en el glissando por su relación con el habla, la articulación de la voz, y la riqueza sonora que después aparecerá en Artikulation y Aventures.Asimismo, usará tanto el glissando como el clúster, para intentar superar el intervalo melódico que había dominado la música serial.
Glissandi utiliza sonidos de la música electrónica pura: ondas sinusoidales, ruido blanco filtrado, sonidos armónicos complejos, subarmónicos, además de procedimientos de reververación y transposición de frecuencia.
Para la obra, Ligeti realizó diversos glissandi, con características distintas, que se pueden agrupar en los siguientes:
- glissandos ascendentes y descendentes realizados en frecuencias medias y altas (ej. 0-15").
- glissandos descendentes de frecuencia media que poseen espectros armónicos con sonido "nasal", y que poseen un carácter irónico (ej. 56").
- glissando de ruido de colores, realizado con una variación de frecuencia, al ampliar y estrechar el ancho de banda del filtro del ruido blanco (ej. 58").
- glissando de arriba abajo con una técnica compleja, al regular de forma manual la velocidad de la cinta, desplazando el sonido posteriormente a un rango de frecuencia más alto y haciendo reverberación (ej. 1'18"-1'20").
- glissando sinusoidal en un rango de frecuencia medio-alto, realizando un contrapunto a dos voces, similar a lo que hacían otros compositores con el theremín o las ondas Martenot (ej. 1'44")[9]

## Discografía
- György Ligeti – Continuum / Zehn Stücke Für Bläserquintett / Artikulation / Glissandi / Etüden Für Orgel / Volumina. WERGO, 1988[10]